# فرودگاه رادوم-سادکوف
 فرودگاه رادوم-سادکوف (به انگلیسی: Radom-Sadków Airport) (به زبان بومی: Port Lotniczy Radom) یک فرودگاه همگانی مسافربری با کد یاتا RDO است که یک باند فرود بتن دارد و طول باند آن ۲۲۰۰ متر است. این فرودگاه در شهر رادوم کشور لهستان قرار دارد .